# Eerste klasse 1930-31 (voetbal België)
Het seizoen 1930/31 van de Belgische Eerste Klasse begon in op 6 september 1930 en eindigde op 10 mei 1931. Het was het 31e officieel seizoen van de hoogste Belgische voetbalklasse. De officiële benaming destijds was Division d'Honneur of Eere Afdeeling. De competitie telde 14 clubs.
Antwerp FC pakte zijn tweede landstitel, twee jaar na zijn eerste, en nadat men het voorgaande seizoen op amper één puntje van de titel was gestrand.

## Gepromoveerde teams
Deze teams waren gepromoveerd uit de Tweede Klasse 1929-30 voor de start van het seizoen:
- Racing FC Montegnée (kampioen in Eerste Afdeeling)
- Tubantia FAC (tweede in Eerste Afdeeling)

## Degraderende teams
Deze teams degradeerden naar eerste afdeeling op het eind van het seizoen:
- Racing FC Montegnée
- SC Anderlecht

## Clubs
Volgende veertien clubs speelden in 1930/31 in Eerste Klasse. De nummers komen overeen met de plaats in de eindrangschikking:
| # kaart | Stam- nummer | Club                | Plaats                   | Stadion                          | # seiz. 1e klasse |
| ------- | ------------ | ------------------- | ------------------------ | -------------------------------- | ----------------- |
| 1       | 1            | Antwerp FC          | Deurne, Antwerpen        | Bosuilstadion                    | 30e               |
| 2       | 25           | Club Mechelen       | Mechelen                 | Achter de Kazerne                | 6e                |
| 3       | 28           | Berchem Sport       | Berchem, Antwerpen       | Het Rooi                         | 9e                |
| 4       | 13           | Beerschot AC        | Antwerpen                | Olympisch Stadion                | 25e               |
| 5       | 3            | Club Brugge         | Brugge                   | De Klokke                        | 28e               |
| 6       | 2            | Daring Brussel      | Sint-Jans-Molenbeek      | Daringstadion                    | 23e               |
| 7       | 12           | Cercle Brugge       | Brugge                   | Edgard De Smedtstadion           | 27e               |
| 8       | 30           | Liersche SK         | Lier                     | Lisperstadion                    | 4e                |
| 9       | 16           | Standard Luik       | Luik                     | Sclessin                         | 15e               |
| 10      | 24           | Racing Mechelen     | Mechelen                 | Antwerpsesteenweg                | 13e               |
| 11      | 64           | Tubantia FAC        | Borgerhout, Antwerpen    | terrein in het Rivierenhof       | 1e                |
| 12      | 10           | Union Sint-Gillis   | Vorst                    | Joseph Marienstadion (Dudenpark) | 25e               |
| 13      | 77           | Racing FC Montegnée | Montegnée, Saint-Nicolas | ?                                | 1e                |
| 14      | 35           | SC Anderlecht       | Anderlecht               | Emile Verséstadion               | 7e                |

## Eindstand
|   |    |                     | P  | W  | G | V  | +  | -  | DS  | Ptn |
| - | -- | ------------------- | -- | -- | - | -- | -- | -- | --- | --- |
| K | 1  | Antwerp FC          | 26 | 17 | 3 | 6  | 77 | 39 | 38  | 37  |
|   | 2  | Club Mechelen       | 26 | 16 | 2 | 8  | 71 | 39 | 32  | 34  |
|   | 3  | Berchem Sport       | 26 | 14 | 5 | 7  | 51 | 37 | 14  | 33  |
|   | 4  | Beerschot AC        | 26 | 14 | 5 | 7  | 56 | 46 | 10  | 33  |
|   | 5  | Club Brugge         | 26 | 13 | 3 | 10 | 55 | 45 | 10  | 29  |
|   | 6  | Daring Brussel      | 26 | 12 | 4 | 10 | 45 | 41 | 4   | 28  |
|   | 7  | Cercle Brugge       | 26 | 12 | 2 | 12 | 52 | 38 | 14  | 26  |
|   | 8  | Liersche SK         | 26 | 11 | 2 | 13 | 57 | 61 | -4  | 24  |
|   | 9  | Standard Luik       | 26 | 9  | 5 | 12 | 45 | 66 | -21 | 23  |
|   | 10 | Racing Mechelen     | 26 | 11 | 1 | 14 | 52 | 58 | -6  | 23  |
|   | 11 | Tubantia FAC        | 26 | 7  | 7 | 12 | 40 | 64 | -24 | 21  |
|   | 12 | Union Sint-Gillis   | 26 | 8  | 3 | 15 | 49 | 63 | -14 | 19  |
| D | 13 | Racing FC Montegnée | 26 | 8  | 3 | 15 | 51 | 90 | -39 | 19  |
| D | 14 | SC Anderlecht       | 26 | 3  | 9 | 14 | 45 | 57 | -12 | 15  |

P: wedstrijden gespeeld, W: wedstrijden gewonnen, G: gelijke spelen, V: wedstrijden verloren, +: gescoorde doelpunten, -: doelpunten tegen, DS: doelsaldo, Ptn: totaal punten
K: kampioen, D: degradatie

## Topscorers
| Scorer                | Goals | Team                | Land   |
| --------------------- | ----- | ------------------- | ------ |
| Jacques Secretin      | 21    | Racing FC Montegnée | België |
| Joseph Van Beeck      | 21    | Antwerp FC          | België |
| Guillaume Ulens       | 20    | Antwerp FC          | België |
| Medard De Preter      | 18    | Liersche SK         | België |
| Florent Lambrechts    | 18    | Antwerp FC          | België |
| Stanley Van den Eynde | 17    | Beerschot AC        | België |
| Jean Capelle          | 16    | Standard Luik       | België |
| Bernard Voorhoof      | 16    | Liersche SK         | België |
| Gabriel Noëth         | 16    | Club Mechelen       | België |

1895/96 · 1896/97 · 1897/98 · 1898/99 · 1899/00 · 1900/01 · 1901/02 · 1902/03 · 1903/04 · 1904/05 · 1905/06 · 1906/07 · 1907/08 · 1908/09 · 1909/10 · 1910/11 · 1911/12 · 1912/13 · 1913/14 · 1914/15 · 1915/16 · 1916/17 · 1917/18 · 1918/19 · 
1919/20 · 1920/21 · 1921/22 · 1922/23 · 1923/24 · 1924/25 · 1925/26 · 1926/27 · 1927/28 · 1928/29 · 1929/30 · 1930/31 · 1931/32 · 1932/33 · 1933/34 · 1934/35 · 1935/36 · 1936/37 · 1937/38 · 1938/39 · 1939/40 · 1940/41 · 1941/42 · 1942/43 · 1943/44 · 1944/45 · 1945/46 · 1946/47 · 1947/48 · 1948/49 · 1949/50 · 1950/51 · 1951/52 · 1952/53 · 1953/54 · 1954/55 · 1955/56 · 1956/57 · 1957/58 · 1958/59 · 1959/60 · 1960/61 · 1961/62 · 1962/63 · 1963/64 · 1964/65 · 1965/66 · 1966/67 · 1967/68 · 1968/69 · 1969/70 · 1970/71 · 1971/72 · 1972/73 · 1973/74 · 1974/75 · 1975/76 · 1976/77 · 1977/78 · 1978/79 · 1979/80 · 1980/81 · 1981/82 · 1982/83 · 1983/84 · 1984/85 · 1985/86 · 1986/87 · 1987/88 · 1988/89 · 1989/90 · 1990/91 · 1991/92 · 1992/93 · 1993/94 · 1994/95 · 1995/96 · 1996/97 · 1997/98 · 1998/99 · 1999/00 · 2000/01 · 2001/02 · 2002/03 · 2003/04 · 2004/05 · 2005/06 · 2006/07 · 2007/08 · 2008/09 · 2009/10 · 2010/11 · 2011/12 · 2012/13 · 2013/14 · 2014/15 · 2015/16 · 2016/17 · 2017/18 · 2018/19 · 2019/20 · 2020/21· 2021/22 · 2022/23 · 2023/24 · 2024/25